# Lago Conguillío
Il lago Conguillío è situato nella regione cilena dell'Araucania nel Parco nazionale di Conguillío nella cordigliera delle Ande.

## Storia del nome
Il nome "Conguillío" deriva da “Ko-nqilliu” che in lingua mapuche significa “pinoli nell'acqua” o “tra i pinoli” per l'abbondanza di araucarie e all'esistenza di laghi e lagune che le circondano.